# Myrmeleon dampfi
Myrmeleon dampfi är en insektsart som först beskrevs av Navás 1928.  Myrmeleon dampfi ingår i släktet Myrmeleon och familjen myrlejonsländor. Inga underarter finns listade i Catalogue of Life.